# Judaspengar
Judaspengar (en suec els diners de Judes) és una pel·lícula muda dramàtica de 1915 dirigida per Victor Sjöström. La pel·lícula es va considerar perduda fins que es va localitzar una còpia gairebé completa l'any 2017.

## Sinopsi
Dos homes surten a caçar a un bosc suec. Un d'ells mata accidentalment a un guarda forestal. Tanmateix, la policia creu que l'assassí és l'altre. El que ha matat el guarda oculta el seu amic a casa seva, però quan la policia ofereix una recompensa per la seva captura, sent la temptació de trair-lo.

## Repartiment
- Gabriel Alw
- Stina Berg
- Egil Eide - Blom
- Kaja Eide - Mrs. Blom
- John Ekman - Mr. Holck

## Producció
La pel·lícula es va estrenar el 16 de novembre 1915 al Paladsteatret de Copenhaguen. La pel·lícula es va rodar a l'estudi de Svenska Biografteatern a Lidingö amb exteriors d'Östra Varvsgatan i l'extrem més llunyà de Långa gatan a Djurgårdsstaden per Julius Jaenzon i Henrik Jaenzon.